# Кіку Бондозу
Кіку Бондозу (порт. Kiko Bondoso, нар. 17 листопада 1995, Моймента-да-Бейра) — португальський футболіст, нападник ізраїльського клубу «Маккабі» (Тель-Авів).

## Ігрова кар'єра
Народився 17 листопада 1995 року в місті Моймента-да-Бейра. Вихованець юнацьких команд футбольних клубів «Моймента» та «Академіку» (Візеу).
У дорослому футболі дебютував 2013 року виступами за команду «Моймента», в якій провів чотири сезони, взявши участь у 114 матчах чемпіонату. Більшість часу, проведеного у складі У складі, був основним гравцем атакувальної ланки команди.
Своєю грою за цю команду привернув увагу представників тренерського штабу клубу «Феррейра де Авес», до складу якого приєднався 2017 року. У 2018 році уклав контракт з клубом «Лузітано», у складі якого провів наступний рік своєї кар'єри гравця. Тренерським штабом нового клубу також розглядався як гравець «основи».
З 2019 року чотири сезони захищав кольори клубу «Візела». Тренерським штабом нового клубу також розглядався як гравець «основи».
До складу клубу «Маккабі» (Тель-Авів) приєднався 2023 року. Станом на 10 вересня 2023 року відіграв за тель-авівську команду 1 матч в національному чемпіонаті.

## Титули і досягнення
- Володар Кубка Тото (1):

«Маккабі» (Тель-Авів): 2023–24
- Чемпіон Ізраїлю (1):

«Маккабі» (Тель-Авів): 2023–24